# Cromoteràpia

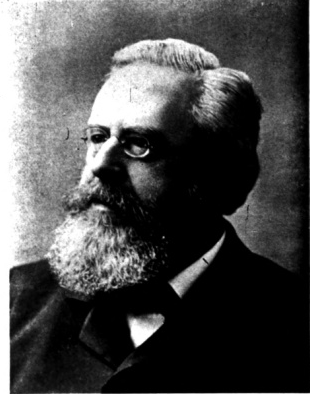
Edwin Dwight Babbitt, un dels primers proponents de la cromoteràpia

La cromoteràpia, també anomenada teràpia del color, és un mètode de medicina alternativa i és considerada com una pseudociència. El seu objectiu és la curació de certes malalties a través de l'ús de colors.
La cromoterapia o teràpia del color pertany a les tècniques o pràctiques new age, així com la projecció astral, la visualització guiada, la iridologia, la reflexologia, el shiatsu i la sanació amb piràmides i cristalls.
L'ús terapèutic del color i de la llum té una explicació científica en la química orgànica i, en especial, en l'estereoquímica. Si més no, els orígens d'aquesta teràpia es remunten a l'Amèrica precolombina i en les altres antigues civilitzacions de Pèrsia, la Xina, l'Índia i el Tibet. A l'antic Egipte els sacerdots feien servir amb finalitat curativa pedres que utilitzaven com a lents que filtraven la llum solar.

## Història

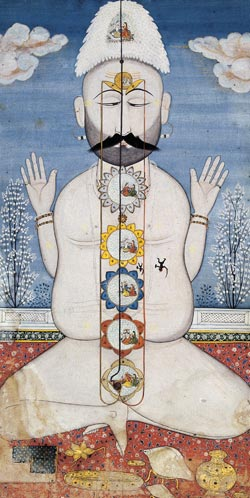
Il·lustració d'un iogui on es mostra el color dels shad-chakrá (‘sis chakrás'). Art kangra, final del.

El filòsof i metge usbec Avicenna (980-1037) creia que el color era d'importància vital en el diagnòstic i tractament. Va discutir sobre la cromoteràpia en El cànon de la medicina. Va escriure: «El color és un símptoma observable de malaltia» i va desenvolupar una taula que relacionava els color amb la temperatura i la condició física del cos. La seva creença era que el vermell movia la sang, el blau o el blanc la refredaven, i el groc reduïa el dolor muscular i la inflamació.
L'alquimista i astròleg alemany Paracels (1493-1541) va escriure sobre la relació dels colors amb la salut de les persones.

### Aparició de la cromoteràpia pròpiament dita
El general estatunidenc Augustus Pleasanton (1801-1894) ―qui va participar en la de la Guerra civil― va publicar en 1876 The influence of the blue ray of the sunlight and of the blue colour of the sky. Sostenia que el color blau guareix lesions, cremades i dolors, incrementar la fertilitat, i accelerar la maduresa física dels animals. A més assegurava que la grandària dels raïms podria tenir una millora visiblement si es conreaven dins d'un hivernacle amb finestres de color blau. La seva hipòtesi és pseudocientífica i mai va ser adoptada pels científics ―ni tan sols els de la seva època―, però alguns el consideren el creador de la cromoteràpia. Després de les troballes de Pleasonton, el Dr. Pancoast va estudiar el fenomen de la llum blava i va descriure les seves troballes en Blue and red light; or, light and its rays as medicine, que va publicar en 1877.

Una conceptualització New Age dels txakra del cos cultura índia i les seves posicions en el cos humà

En 1878, Edwin Dwight Baditt va publicar The principles of light and color en el qual s'explicava sobre les vibracions dels colors dins de la funció mèdica. També va crear una cabina de nom “Termolume” que consistia en utilitzar diferents llums de colors, quan la persona es trobava asseguda per rebre el tractament.
Però el que avui es coneix com a cromoteràpia, es deu en gran part al treball de Dinshah Ghadiali, un investigador, metge, químic i físic que assegura que per mitjà dels colors les persones poden ser guarides de malalties. Crea una enciclopèdia de tres toms l'any de 1933 titulada Spectro chrome metry encyclopedia on va indicar tractaments per 316 malalties, amb mescles de colors que aconsegueixen generar l'equilibri de l'organisme necessari per a cada persona.
L'escriptor científic Martin Gardner ha descrit Ghadiali com "potser el major xerraire de tots ells." En 1925, Ghadiali va ser acusat de violació,arrestat a Seattle i condemnat en virtut de la Mann Act a cinc anys en la Penitenciaria dels Estats Units a Atlanta. Segons Gardner les fotografies de Ghadiali en el treball del seu laboratori, són "indistingibles dels fotogrames d'una pel·lícula de grau D sobre un científic boig."
Al llarg del segle xix, els remeiers del color han afirmat que els filtres de vidre acolorit podien guarir diverses malalties, des del refredat a la meningitis.«Color has a powerful effect on behavior, researchers assert», article de L. Gruson en el diari The New York Times del 19 d'octubre de 1982. Consultat el 18 de setembre de 2009.
Els practicants de la medicina áiurveda creuen que el cos té set txakra (‘cercles', centres espirituals), que es trobarien al llarg de la columna vertebral.

## Els colors en la teosofia i la nova era
En el seu llibre The chakras (1927), el teòsof britànic Charles. W. Leadbeater (1854-1934) va associar cada txakra amb un color, juntament amb una funció i òrgan. Aquesta idea ja es coneixia a l'Índia almenys des del segle xvii.
Segons els creients en la new age (des dels anys noranta), els txakres poden desequilibrar-se i causar malalties físiques, però creuen que aquests desequilibris es poden corregir mitjançant l'aplicació del color apropiat. Els colors i llurs suposades associacions són les següents:
| txakra                             | color                                                    | funcions                                  | símbol |
| ---------------------------------- | -------------------------------------------------------- | ----------------------------------------- | ------ |
| Sajasrara (सहस्रार) en la tonsura    | blanc o morat; pot adquirir el color del txakra dominant | transcendència, connexió amb la divinitat |        |
| Agñá (आज्ञा) «tercer ull»            | indi o anyil                                             | intuïció, percepció extrasensorial        |        |
| Vishudha (विशुद्ध) a la gorja         | blau                                                     | parla, autoexpressió i creixement         |        |
| Anajata (अनाहत) al cor, als pulmons | verd                                                     | devoció, amor, compassió, sanació         |        |
| Manipura (मणिपूर) al plexe solar     | groc                                                     | ment, poder, control, llibertat pròpia    |        |
| Suadhisthana (स्वाधिष्ठान) al sacre     | taronja                                                  | emoció, energia sexual, creativitat       |        |
| Muladhara (मूलाधार) a la pròstata     | roig                                                     | instint, supervivència, seguretat         |        |